# Блейз, Герберт
Ге́рберт О́гастес Блейз (англ. Herbert Augustus Blaize; 26 февраля 1918, Карриаку, Гренада, Британские Подветренные острова — 19 декабря 1989, Сент-Джорджес, Гренада) — гренадский консервативный политик и государственный деятель, глава правительства (1960—1961, 1962—1967, 1984—1989). Противник режимов Эрика Гейри и Мориса Бишопа. В 1984 году одержал победу на первых парламентских выборах после американской интервенции. Проводил политику сотрудничества с США.

## Работа и депутатство
Родился в семье африканского происхождения. Служил в финансовом ведомстве колониальной администрации. Был учителем английского, занимался торговлей прохладительными напитками. В 1944—1952 годах на острове Аруба работал секретарём-стенографистом, затем — начальником отдела нефтяной компании Largo Oil Transport Company.
В 1957 году он был избран в законодательное собрание Гренады от округа, включающего острова Карриаку и Малый Мартиник. Оставался депутатом гренадского парламента до конца жизни.

## Противоборство с Эриком Гейри
С 1953 года активно занимался политикой. Основал Национальную партию Гренады, которая с правых консервативных позиций противостояла радикально-популистской Объединённой лейбористской партии будущего диктатора Эрика Гейри. Конфронтация Блейза с Гейри более двух десятилетий определяла гренадский политический процесс.
В 1957 году он занял пост министра торговли и промышленности. В январе 1960 года стал главным министром Гренады. В марте 1961 года уступил Эрику Гейри, но уже в сентябре 1962 года вновь возглавил правительство. Оставался в этой должности четыре с половиной года. С марта 1967 года — премьер ассоциированного с Великобританией государства Гренада.
В августе 1967 года к правительственной власти вновь пришёл Эрик Гейри. В 1974 году Гренада получила независимость В политике Гейри усиливались ультраправые черты. Постепенно на Гренаде установился диктаторский режим гейризма, опирающийся на Банду мангустов.
В 1976 году консервативная Национальная партия Герберта Блейза вступила в коалицию «Народный союз» с леворадикальной партией «Новое движение ДЖУЭЛ» Мориса Бишопа. Идейно-политические разногласия были оставлены ради общей цели — отстранения от власти Эрика Гейри. Однако по результатам выборов было объявлено о победе партии Гейри.
Альянс между Блейзом и Бишопом распался в марте 1979 года, когда «Новое движение ДЖУЭЛ» совершило переворот и пришло к власти. На острове установился социалистический режим. Оппозиция была практически запрещена. Герберт Блейз отбыл на Карриаку и временно отошёл от политики.

## Премьерство 1980-х
В октябре 1983 года Морис Бишоп был свергнут и убит в результате внутрипартийного конфликта. Спустя несколько дней последовало вторжение США на Гренаду. Новое движение ДЖУЭЛ было отстранено от власти.
Перед выборами 1984 года консервативные и центристские политические силы учредили Новую национальную партию (ННП). В ней объединились Национальная партия Гренады Герберта Блейза, Национально-демократическая партия Джорджа Бризана, Демократическое движение Гренады Фрэнсиса Алексиса и Христианско-демократическая лейбористская партия Уинстона Уита. ННП занимала правоцентристские позиции, отвергая политическое наследие радикальных режимов как Бишопа, так и Гейри. Лидером новой партии стал Герберт Блейз.
3 декабря 1984 года состоялись выборы. Новая национальная партия получила более 58 % голосов, Объединённая лейбористская (сторонники Гейри) — 36 %, Патриотическое движение имени Мориса Бишопа — всего 5 %. В силу особенностей избирательной системы ННП достались 14 из 15 парламентских мандатов. Премьер-министром Гренады вновь стал Герберт Блейз. Он возглавил также министерства внутренних дел, безопасности, индустриального развития, финансов, информации, торговли, планирования, по делам Карриаку и Пти-Мартиники.
Был убеждённым консерватором, антикоммунистом и рейганистом. Во главе правительства Гренады он проводил курс тесного военно-политического сотрудничества с США. Американские инструкторы занимались подготовкой гренадской полиции. В экономике делалась ставка на развитие туристического кластера и максимальное привлечение иностранных, прежде всего американских инвестиций. Был достроен международный аэропорт (строительство начато кубинцами в порядке сотрудничества с правительством Бишопа), созданы с американской помощью несколько небольших сборочных предприятий.
Оппозиция обвиняла главу правительства в авторитарных методах правления. Возникли и внутрипартийные разногласия в ННП. В июле 1989 года он учредил новую Национальную партию и 17 декабря на партийной конференции был избран её лидером. Однако два дня спустя он скончался.
Был женат, имел трёх сыновей и трёх дочерей.